# Señor de Muruhuay

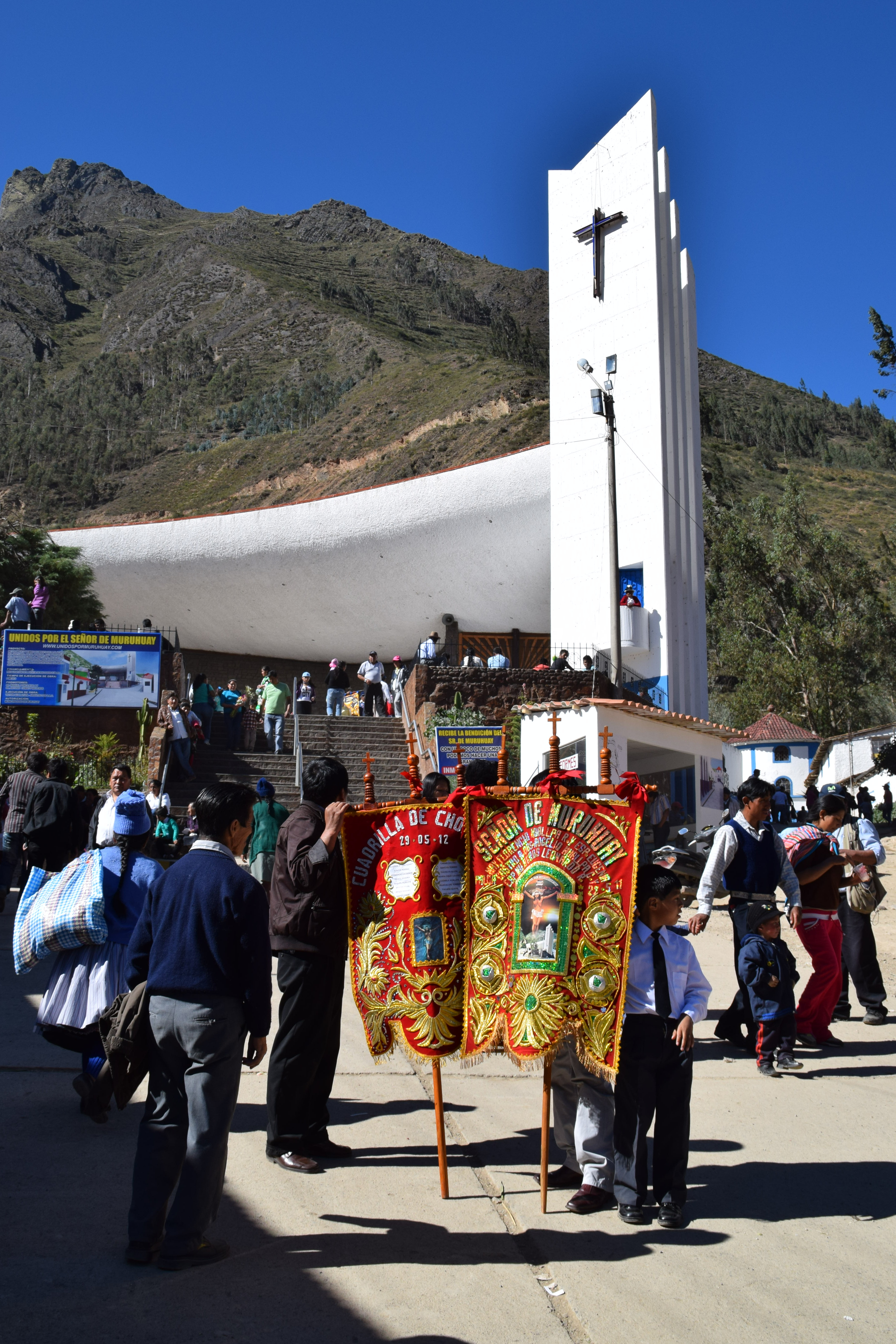
Santuario del Señor de Muruhuay, Acobamba

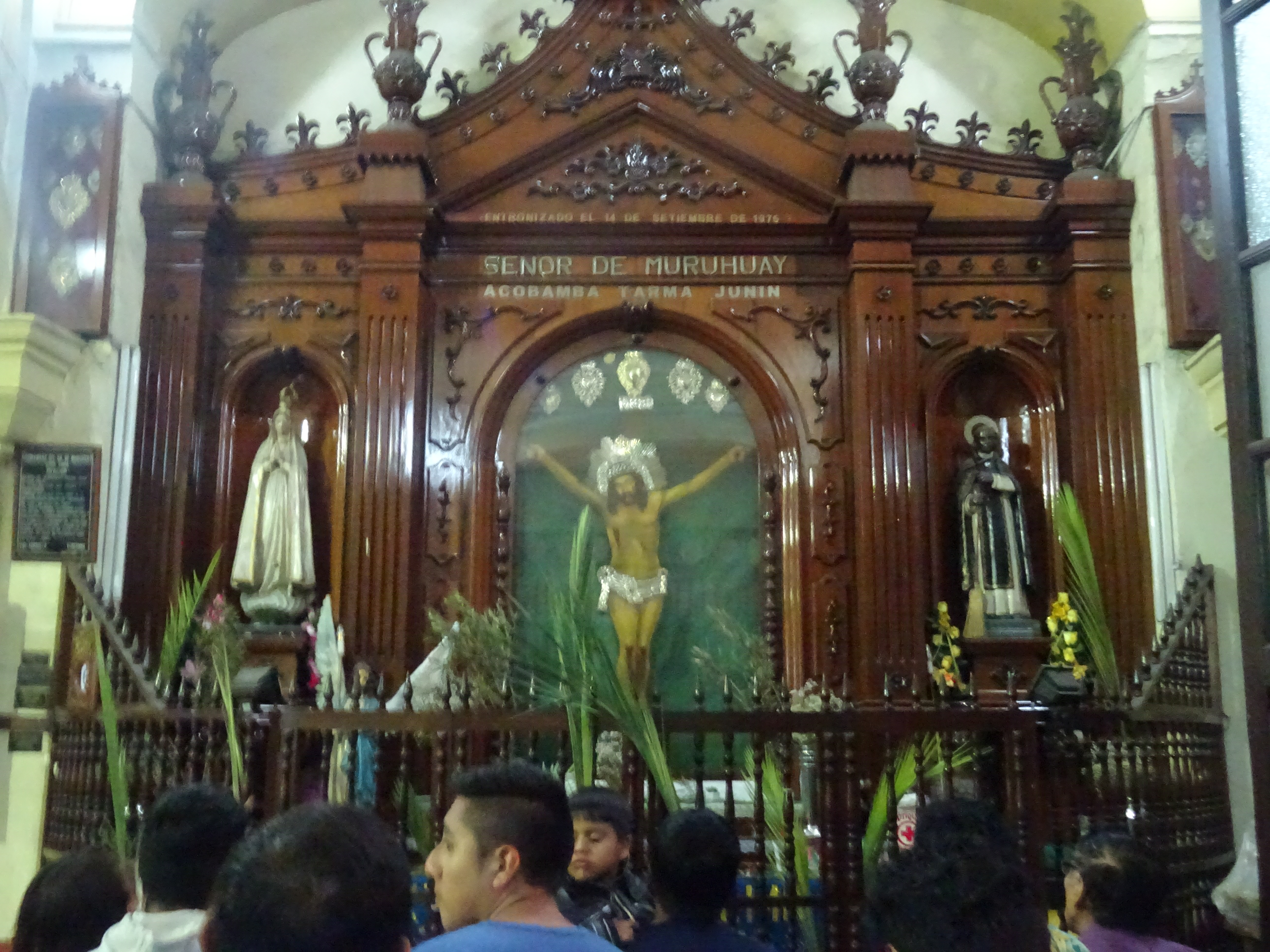
Señor de Muruhuay en la Iglesia de Santa Ana (Lima), Barrios Altos

El Señor de Muruhuay es una imagen de  Cristo crucificado. Está pintada sobre una roca, que se alza en el centro poblado de Muruhuay, distrito de Acobamba, Tarma, en el Departamento de Junín, en los andes centrales del Perú.

## Historia
La palabra Muruhuay significa casa de dos o varios colores. Viene de dos vocablos quechuas "muru" quiere decir "varios colores" y "huay" o "huasi" quiere decir casa.
Hay un informe del gobernador de Acobamba el Señor S. Torres Vicuña  el año 1891, respecto al origen del Señor de Muruhuay: 
"En la parte más alta de la ladera que ocupa este caserío, se halla la tradicional capilla del Señor de Muruhuay, que, según la tradición local, apareció en la roca al pie de la cual existe la capilla.
La verdadera historia es, que por los años de 1830 ó 1832, siendo cura coadjutor de esta Doctrina el Presbítero D. Guillermo Cámara, se le acercaron algunos vecinos de ese lugar solicitando celebrase unas misas en aquella peña. Informado del motivo de la pretensión quiso convencerse de la verdad personalmente, para lo cual se constituyó en el lugar milagroso acompañado de los vecinos del pueblo, y vio efectivamente en la peña una cruz bastante bien formada. Examinado el origen y raspada la mancha, se encontró que era una figura ocasionada por la filtración de las aguas que, cargadas de óxido de fierro, habían colorado la peña. Sacada la lámina de pizarra en que estaba la cruz, se vio con sorpresa y admiración de los circunstantes, que la mancha aparecía más clara y perfecta.
A pesar de que el Sr. Cura explicó la causa material a que debía su origen esa figura de cruz ..,. el pueblo pidió la erección de una capilla, poniendo en el acto manos á la obra. Más tarde hicieron pintar sobre la cruz la imagen del Crucificado; y así se estableció la romería que tiene lugar anualmente el 3 de Mayo." 
En Azucenas quechuas (Tarma, 1905), Adolfo Vienrich describe la aparición de la cruz y la imagen del Cristo: "Es una piedra rojiza manchada con una cruz, parece de aceite, pero natural, sobre la cruz se ha pintado la imagen". Esta imagen asoma de un flanco del abra de la quebrada Tranca, en las afueras del pueblo de Acobamba.
La Cruz fue la aparición original, sobre la cual la mano del hombre pintó a Cristo crucificado.
Las primeras manifestaciones del culto al Señor de Muruhuay las realizaron los pobladores de Acobamba, durante el siglo XIX se festeja el 18 de abril.

## Festividades
Como día central de una fiesta se escogió el 3 de mayo, fecha en que celebraría año a año el milagro de la aparición de la cruz sobre la roca. En 1928, en el mismo Muruhuay y cerca de la roca, se erigió un primer santuario que sería sede de la fiesta del Señor de Muruhuay. La Misión Comboniana o los padres alemanes como les llamaban se encargaron de construir el templo actual con la modernidad de la época.
En la actualidad la fiesta dura todo el mes de mayo y, en algunos casos, se prolonga hasta el mes de junio o meses siguientes. Su culto es conocido en todo el Perú e incluso ha traspasado fronteras.
En el 2017 su festividad fue declarada Patrimonio Cultural de la Nación.

## Edificio
El edificio se encuentra cerro Shalacoto, Acobamba. Fue diseñada por los arquitectos Juan Reiser y Christian Tgetgel en 1967. Fue distinguido en la III Bienal de Arquitectura CAP 1978.